# کوچ اعراب به ایران
مهاجرت قبایل عرب به ایران در دوره اسلامی، هم‌زمان با فتوحات آغاز گردید.

## علل و انگیزه‌های مهاجرت
اعراب مسلمان، متناسب با روند فتوحات با این انگیزه‌ها، به ایران مهاجرت کردند:
1. انگیزه غنیمت‌جویی
2. انگیزه‌های سیاسی و نظامی
3. انگیزه امنیت جانی و مالی
4. انگیزه رفاهی[۱]
5. انگیزه تغییر بافت جمعیتی ایرانشهر به نفع خود

## انگیزه دینی
دین اسلام از جمله ادیان تبلیغی و تعلیمی است که در آن بحث تزکیه و تعلیم، ارزش و اهمیت والایی دارد و اولین آیات نازل شده بر محمد نیز با همین مضمون است. این امر از چنان تقدسی برخوردار بود که حتی در مقدس‌ترین مکان مذهبی اسلام، یعنی مسجد، نیز متوقف نشد، بلکه این مکان به محل دایم تبلیغ و تعلیم در سراسر تاریخ اسلام مبدل گشت.
انتشار دین اسلام و اجرای احکام آن، پس از فوت محمد، در روزگار خلفا و دوره اموی به وسیله صحابه و تابعین در جزیرهٔ العرب ادامه داشت و با آغاز فتوحات، به سرزمین‌های مفتوحه نیز راه یافت. اولین گام برای تبلیغ و نشر دین اسلام، بنای شهرهای نوبنیاد و مساجد در مناطق فتح شده، و سکونت و حضور و استقرار عده‌ای از صحابه و تابعین و سپس آحاد مسلمانان در این مناطق بود. این افراد ابتدا در شهرهای نوبنیاد کوفه و بصره، استقرار یافتند و طی فتوحات، به سایر مناطق ایران وارد شدند. حضور عبدالله بن مسعود در کوفه به دستور عمر، به این منظور انجام شد.

### حضور فرقه‌های مذهبی در ایران
از جمله افراد و گروه‌ها که به صورت هدف مند و برنامه‌ریزی شده به امر تبلیغ فرقه‌ای خاص، در ایران پرداختند، باید از فرقه کیسانیه نام برد. پیروان این فرقه در خراسان، به امامت محمدبن حنفیه معتقد بودند و پس از او، ابوهاشم را امام می‌دانستند. این امر، عامل مهمی برای گسترش تشیع در خراسان گردید. همچنین مهاجرت مبلغان و طرف داران زیدبن علی بن حسین و یحیی بن زید، که پس از شکست قیام وی در کوفه به سال ۱۲۲هجری، به خاک ایران وارد شدند.

## انگیزه‌های سیاسی و نظامی
نخستین گروه از مهاجران عرب به ایران اعم از نیروهای نظامی، فرماندهان و والیان هستند. این افراد که در قالب سپاه یا مأموریت‌های سیاسی و اداری اعزام می‌شدند، بستگان و افراد قبیله خود را نیز همراه می‌بردند. این همراهان را که نقش اصلی، در امور سیاسی و نظامی نداشتند، می‌توان «مهاجران تبعی» خواند. این گروه از مهاجران، در تخمین شمار مهاجران، رقم چشم‌گیری را به خود اختصاص می‌دهند.
لزوم حضور لشکریان در مناطق مفتوحه به منظور تثبیت فتوحات، به بنای شهرهای پادگانی هم چون کوفه و بصره به عنوان قرارگاه نظامیان در بین‌النهرین منجر شد. با تسلط امویان بر اریکه قدرت، مهاجرت دسته‌جمعی قبایل عرب به مناطق ایران، جهت کنترل مرزهای فتح شده انجام پذیرفت.

### مهاجرین نظامی
زیاد بن ابیه در سال۴۵ قمری، به ولایت بصره راه یافت و افرادی را به امارت شهرهای مختلف از جمله مرو، ابرشهر (نیشابور)، طالقان و فاریاب، مروالرود، هرات، بادغیس، پوشنگ و قادس گمارد؛ زیرا مناطق مختلف ایران، پیش از این توسط امیرنشین‌های بین‌النهرین یعنی کوفه و بصره اداره می‌شد و این سیاست تا حدود نیمه قرن اول هجری جریان داشت. زیاد هم چنین در سال ۵۱ قمری، ربیع بن زیاد حارثی را همراه حدود پنجاه هزار نیروی کوفی و بصری و خانواده‌هایشان به خراسان فرستاد. در دوره خلافت یزیدبن معاویه(۶۰–۶۴ق)، سلم بن زیاد به همراهی سپاهی از اشراف عرب و رهبران قبایل مختلف به خراسان رفت و گروهی از بزرگان و اشراف عرب وی را همراهی می‌کردند.

### مهاجران اجباری
مهاجران اجباری را افرادی شکل می‌دادند که به هر نحوی برای خلافت اسلامی دردسرساز بودند؛ مهاجرت بزرگ اعراب در زمان زیادبن ابیه در سال ۵۱ قمری به خراسان، به منظور رفع مشکلات و اختلافات بین قبایل ساکن در شهرهای اردوگاهی بود و پس از آن نیز چهار هزار نفری که همراه سعیدبن عثمان، حاکم بعدی خراسان، به این منطقه اعزام شدند، از فرماندهان نظامی قدرتمند و محبوسان و عناصر دردسرساز بودند.

## انگیزه غنیمت‌جویی
اعراب همیشه به سرزمین‌های هم جوار و از جمله ایران به چشم سرزمینی آرمانی می‌نگریستند. وجود چنین انگیزه‌ای در آغاز فتوحات، با توجه به توجیه مذهبی آن به صورت انگیزه‌ای غالب درآمد و انگیزه جهاد و ترویج دین به طور کامل در حاشیه قرار گرفت.
علاوه بر افرادی که به انگیزه دست یابی به زمین، دارایی و غنیمت، راهی ایران می‌شدند، برخی نیز به قصد تجارت و بازرگانی به ایران مهاجرت کردند. بلاذری از فردی به نام ابودلف عجلی نام برده که به قصد تجارت و بازرگانی و به همراه خانواده اش به سوی جبال (عراق عجم) حرکت کرده و در توابع همدان مسکن گزیده و به کار عطرگیری و شیردوشی اشتغال داشته‌است.

### دریافت اقطاع
علت اصلی بعضی از مهاجرت اعراب به فلات ایران دریافت اقطاع بوده‌است و آن‌ها را می‌توان جزء اولین دریافت کنندگان اقطاع دانست. آغاز اعطای اقطاع به صحابه، صاحب منصبان و افراد مختلف به عهد محمد بر می‌گردد.
اعطای اقطاع با اهدافی چون تألیف قلوب مسلمانان، تشویق به گرایش به دولت اسلامی و ایجاد آبادانی و کمک به مردم صورت می‌گرفت. این سیاست در دوره خلفا نیز تداوم یافت که اقطاع دادن این زمین‌ها، به منظور تشویق اعراب مسلمان به مهاجرت و سکونت در این مناطق صورت گرفته‌است؛ چنان‌که چنین اقطاعاتی به مسلمانانی نیز که در سواحل مدیترانه‌ای شام اقامت گزیدند اعطا شد. یزیدبن زیادبن ربیعه بن مفرغ حمیری در کرمان، ملکی را با دستور شریک بن اعور، حاکم وقت کرمان دریافت کرده بود.

## انگیزه امنیت جانی و مالی
در زمان حکومت امویان و به‌خصوص حجاج بن یوسف بر عراق، افراد بسیاری با عقاید و افکار مختلف، از عراق فرار کردند و در جست جوی پناهگاه و محلی امن، در ایران استقرار یافتند. برخی چون ابن اشعث و یارانش که به ایران و از جمله خراسان می‌گریختند، می‌گفتند: «مردم خراسان از ما هستند و امیدواریم اگر بدانجا وارد شدیم، پیروان ما بیش از مخالفان باشند. خراسان سرزمین پهناوری است، تا جایی که بشود دور می‌شویم و می‌مانیم، تا خدا حجاج یا عبدالملک را هلاک کند.»

### حضور علویان در ایران
اصل تعقیب و گریز در سرتاسر خلافت اموی – عباسی قلمرو گریز و استتار علویان از دیلم و طبرستان و جبال گیلان و ایران مرکزی و جنوبی و خراسان بزرگ آن روز گرفته تا یمن و سند می‌رسید. وقتی خلافت بر یک مبارز علوی دست می‌یافت، شهادت خود او، گاه قتل‌عام اعضای خانواده‌اش را نیز به دنبال داشت، گاه به تبعید آنان منجر می‌شد و گاه تحریم و فشار اقتصادی به حدی بود که چاره‌ای جز مهاجرت نداشتند. از دیگر سو، به محض دستگیری یک مبارز، بقیه بستگان و نزدیکان او متواری می‌شدند و اگر حکومت به مبارز تحت تعقیب دست نمی‌یافت، همین عواقب برای خانوادة او مقرر می‌گردید. اصل تعقیب حد و مرزی نداشت، گاه برای دستگیری یک مبارز که در محلی دوردست شناسایی شده بود، تا آن سوی مرزهای رسمی خلافت، نیرو اعزام می‌شد، لذا یک مبارز باید مرتب از شهری به شهری و از دیاری به دیار دیگری می‌رفت و در استتار کامل به سر می‌برد.

### مهاجرت سادات
بعد ازاینکه علویان دارای مذهب زیدی در طبرستان سلسله حکومتی برای خود تشکیل دادند گروهی از سادت به ایشان پیوستند. کثرت این دسته از سادات را ابن اسفندیار در تاریخ طبرستان چنین بیان کرده‌است: «در این وقت اواسط سال ۲۵۳ق. به‌عدد اوراق اشجار، سادات علویه و بنوهاشم از حجاز و اطراف شام و عراق به خدمت او حسن بن زید رسیدند. در حق همه مبرت و مکرمت فرمود و چنان شد که هر وقت که پای در رکاب آوردی سیصد نفر علوی شمشیر کشیده گرداگرد او کله بستندی».
این گروه از سادات چون به نواحی بالنسبه امن ایران مانند نقاط کوهستانی عراق و قومس و ری و دیلم و نواحی طبرستان می‌رسیدند، رفته‌رفته با مردم این بلاد درمی‌آمیختند و به تدریج صورت بومیان محل را به خود می‌گرفتند و سادات عصر، مقیم در نقاط مختلف کشور از نسل آنان می‌باشند.

### کشتار بی‌رحمانه
دامنة دستگیری تعقیب و گریز شیعیان ،علویان در زمان خلافت امویان و عباسیان، بسیار فراگیر و گسترده بود. در بخشنامه‌های سری- امنیتی معاویه ابن ابی‌سفیان آمده‌است: «هرکس سخنی و حدیثی از پیامبر اسلام در مناقب، فضایل و حقانیت علی بن ابیطالب و آل او بر زبان آورد، جان و مالش مباح است، هیچ شهادتی از شیعیان و اهل بیت علی قابل قبول نیست و باید که اسامی و مشخصات کلیة افراد خاندان علی وپیروانش را نوشته و به مرکز ارسال دارید». معاویه در پی این تمهیدات، در یک فرمان سراسری دستور داد که: «باید به جرم خویشاوندی، دوستی و پیروی از علی‌بن ابی‌طالب، متهم شناخته شده و کشته شوند».

### مهاجرت گروه خوارج
در دوره حکومت امویان، برخی از مهاجران به دنبال دست یابی به اوضاع بهتر زندگی و رهایی از ظلم و جور حاکمان و والیان آن‌ها، جلای وطن می‌کردند. تعدادی از افراد که در این دوره با این انگیزه مهاجرت می‌کردند «خوارج» بودند. درگیری‌های امویان با فرقه‌ها و گروه‌های سیاسی و مذهبی نیز سبب فرار آن‌ها به سرزمین ایران، و خصوصاً مناطق جنوبی، شامل خوزستان، فارس و سیستان می‌گردید.
حضور این افراد همراه با خانواده‌هایشان صورت می‌گرفت که توانست زمینه استقرار دایم آنان در ایران را فراهم سازد. در مناطق دورافتاده، آشنایی ایرانیان با دین اسلام به واسطه این افراد صورت گرفت؛ و در غیر این صورت، این امر ممکن بود تا قرن‌ها به تأخیر افتد.
آشنایی اولیه ایرانیان با خوارج، به واسطه شورش‌های آنان در عراق، به ویژه دو شهر کوفه و بصره صورت گرفت؛ زیرا آنان پس از هر شکست و عقب‌نشینی، در خاک ایران پناه می‌گرفتند و مرکز و مأمن اصلی آن‌ها در ایران، معمولاً سرحدات خراسان و مناطق دوردست سیستان، کرمان، خوزستان و آذربایجان بود. اولین تعقیب و گریز خوارج به ایران را شاید بتوان از جانب «خریت بن راشد ناجی»(۳۷ق) و به همراه شماری از یاران وی دانست که در جنوب ایران و محل سکونت قبیله بنی ناجیه استقرار یافتند؛ اما توسط سپاهیان به فرماندهی «حلو بن عوف ازدی» سرکوب شدند. در واقع علت اصلی توجه موالی و غیر عرب به خوارج را در زمان بنی امیه، باید از سیاست‌ها و جهت‌گیری‌های تبعیض‌آمیز امویان ناشی دانست. علاوه بر اندیشه‌های تساوی طلبانه خوارج و نقش مؤثر آن، علت دیگر گرایش ایرانیان به خوارج را از عوامل اقتصادی می‌توان ناشی دانست. از جمله موارد هم کاری ایرانیان با خوارج، می‌توان به همراهی مردم ری با آن‌ها، پس از رانده شدنشان از کوفه به سمت ایران و جبال (عراق عجم) اشاره کرد.

## انگیزه رفاهی
انگیزه مالی از زمان‌های بسیار دور نزد اعراب مطرح بود، پس از حضور اعراب در ایران، و اسکان در مناطق مختلف، آشنایی دو جامعه با هم، پذیرش تدریجی اسلام توسط ایرانیان و اختلاط مهاجران و بومیان صورت گرفت. هم زیستی با بومیان، اختلاط تمدن، فرهنگ، افکار و عقاید و آرای آنان با ایرانیان را در پی داشت.

## تأثیر ایران بر فرهنگ اعراب
اعراب پس از یک جا نشین‌شدن و استقرار در شهرهای ایران، به شدت تحت تأثیر زندگی تجملاتی و پر زرق‌وبرق ایرانیان قرار گرفتند. از این رو، از خوی و منش عربی و زندگی قبیله‌ای بسیار دور شدند. عمربن خطاب نگران برای جلوگیری از این امر، هم‌زمان با آغاز فتوحات، تقسیم زمین‌های فتح شده بین فاتحان، و ازدواج آنان با ساکنان سرزمین‌های مفتوحه را ممنوع ساخت؛ زیرا هر دو مورد می‌توانست اسکان اعراب، رفاه طلبی آنان، فاصله گرفتن از زندگی سخت قبیله‌ای و در نهایت توقف فتوحات را باعث شود امری که خیلی زود به وقوع پیوست.

## قبایل و خاندان معروف مهاجر عرب
1. آل علی بن ابیطالب
2. آل موسی بن جعفر
3. آل سائب از قبیله اشعریان
4. الانصار
5. قبیله بنی اسد
6. خوارج
7. مدحج
8. کنده
9. ثقیف
10. تمیم
11. عبدالقیس